# Damias peraffinis
Damias peraffinis là một loài bướm đêm thuộc phân họ Arctiinae, họ Erebidae.